# Henry McBride

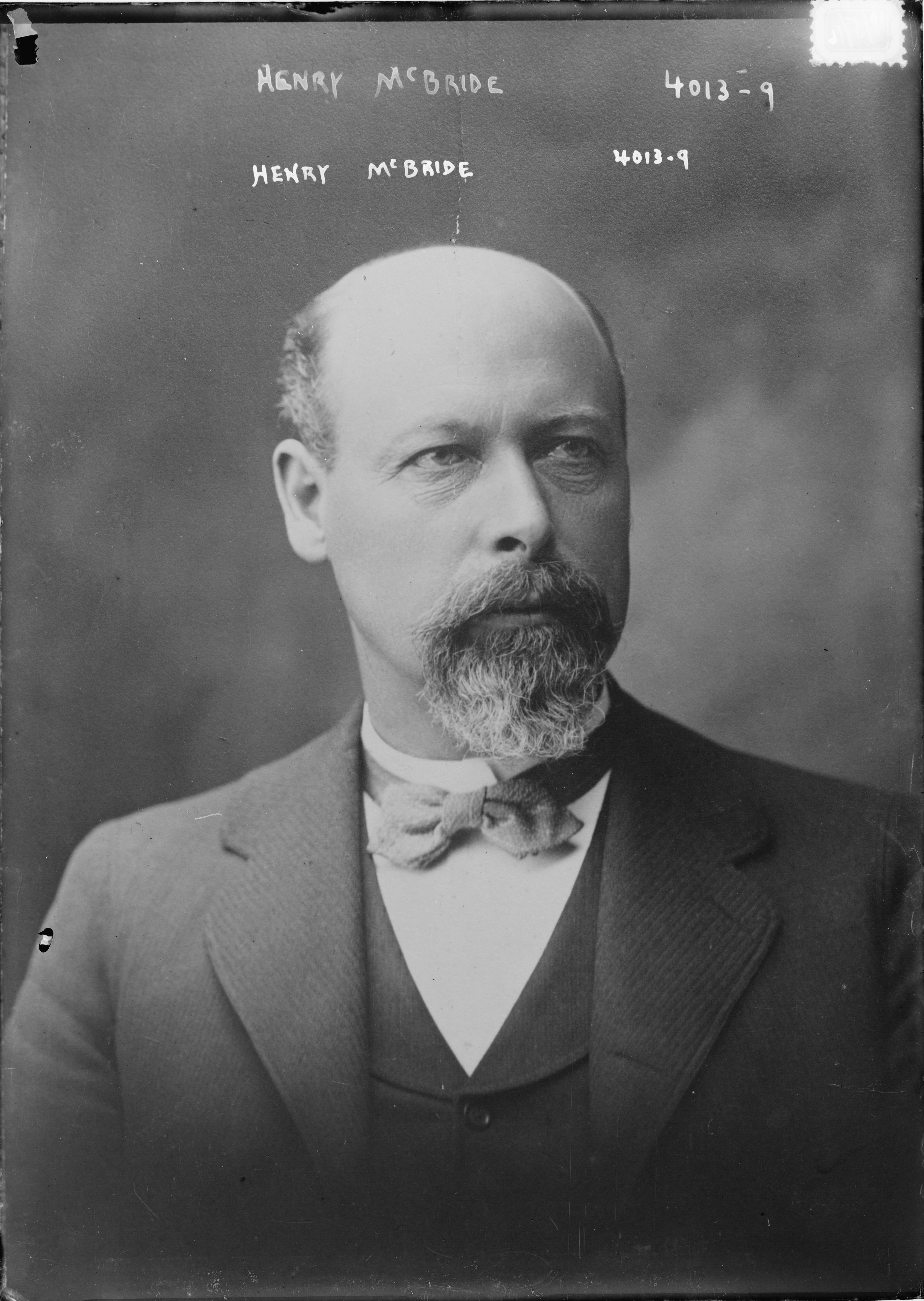
Henry McBride

Henry McBride (* 7. Februar 1856 in Farmington, Utah; † 7. Oktober 1937 in Seattle, Washington) war ein US-amerikanischer Politiker und von 1901 bis 1905 der vierte Gouverneur des Bundesstaates Washington.

## Frühe Jahre
McBride sollte ursprünglich zu einem Geistlichen der Episkopalkirche erzogen werden. Zu diesem Zweck besuchte er das Trinity College in Connecticut. Aus gesundheitlichen Gründen musste er diese Ausbildung aber abbrechen. Im Jahr 1882 zog er in das Washington-Territorium, wo er als Lehrer tätig war und gleichzeitig Jura studierte. Nach seiner Zulassung als Anwalt wurde McBride Bezirksstaatsanwalt für zwei Countys. Danach wurde er von Gouverneur Elisha P. Ferry zum Richter an einem Oberlandesgericht (Superior Court) ernannt. McBride war Mitglied der Republikanischen Partei und wurde an der Seite des Demokraten John Rankin Rogers im Jahr 1900 zum Vizegouverneur seines Staates gewählt.

## Gouverneur von Washington
Als Gouverneur Rogers am 26. Dezember 1901 an einer Lungenentzündung verstarb, fiel McBride dessen Amt zu. Seine verfassungsmäßige Aufgabe war die Beendigung der Amtszeit seines Vorgängers, die noch bis zum 9. Januar 1905 lief. Während dieser Zeit setzte er sich für die Einrichtung eines Eisenbahnausschusses ein, um die Macht der Eisenbahngesellschaften einzuschränken. Im Jahr 1902 wurde mit der Trockenlegung zweier Täler (Yakima und Okanogan) begonnen. Dort sollte bald neues Ackerland für die Landwirtschaft entstehen. Gleichzeitig versuchte McBride innerhalb seiner Partei Reformen durchzuführen, die ihm die Feindschaft des konservativen Parteiflügels einbrachten. Nachdem sich McBride weigerte, die Vorstandschaft der University of Washington auf Bitten der republikanischen Parteiführung zu entlassen, war das Tuch zwischen ihm und der Partei endgültig zerschnitten. Als Folge dieses Zerwürfnisses wurde McBride für die 1904 anstehenden Gouverneurswahlen nicht als Kandidat nominiert.

## Weiterer Lebenslauf
Nach dem Ende seiner Gouverneurszeit zog sich McBride aus der Politik zurück und widmete sich seinen geschäftlichen Interessen. Unter anderem war er Präsident der Saving and Loan Association. Außerdem war er als Rechtsanwalt und in der Holzindustrie tätig. Henry McBride starb im Jahr 1937. Er war mit Alice Garrett verheiratet.